# CERS Cup 1982/83
Der CERS Cup 1982/83 war die dritte Auflage des nach der CERH European League wichtigsten europäischen Wettbewerb im Rollhockey. Den Pokal sicherte sich im rein italienischen Finale der Verein HC Amatori Vercelli mit zwei Siegen gegen AFP Giovinazzo. Der deutsche Vertreter RSC Darmstadt scheiterte bereits in der ersten Runde klar am späteren Turniersieger.

## Turnierbaum
|  | Erste Runde         | Erste Runde |  |  | Viertelfinale       | Viertelfinale       |    |                | Halbfinale          | Halbfinale |  |  | Finale | Finale |
|  |                     |             |  |  |                     |                     |    |                |                     |            |  |  |        |        |
|  |                     |             |  |  |                     |                     |    |                |                     |            |  |  |        |        |
|  |                     |             |  |  | US Coutras          | 7                   |    |                |                     |            |  |  |        |        |
|  | Residentie Den Haag | 7           |  |  | CP Tordera          | 10                  |    |                |                     |            |  |  |        |        |
|  | CP Tordera          | 9           |  |  |                     |                     |    | CP Tordera     | 8                   |            |  |  |        |        |
|  |                     |             |  |  |                     | HC Amatori Vercelli | 12 |                |                     |            |  |  |        |        |
|  |                     |             |  |  | Belenenses Lissabon | 4                   |    |                |                     |            |  |  |        |        |
|  | HC Amatori Vercelli | 10          |  |  | HC Amatori Vercelli | 8                   |    |                |                     |            |  |  |        |        |
|  | RSC Darmstadt       | 3           |  |  |                     |                     |    |                | HC Amatori Vercelli | 13         |  |  |        |        |
|  |                     |             |  |  |                     | AFP Giovinazzo      | 6  |                |                     |            |  |  |        |        |
|  |                     |             |  |  | AFP Giovinazzo      | 8                   |    |                |                     |            |  |  |        |        |
|  | AFP Giovinazzo      | 6           |  |  | SC Thunerstern      | 2                   |    |                |                     |            |  |  |        |        |
|  | CP Cibeles          | 2           |  |  |                     |                     |    | AFP Giovinazzo | 11                  |            |  |  |        |        |
|  |                     |             |  |  |                     | Juventude de Viana  | 8  |                |                     |            |  |  |        |        |
|  |                     |             |  |  | Juventude de Viana  | 7                   |    |                |                     |            |  |  |        |        |
|  | RC de Lichtstadt    | 10          |  |  | RC de Lichtstadt    | 6                   |    |                |                     |            |  |  |        |        |
|  | RS Gujan-Mestras    | 5           |  |  |                     |                     |    |                |                     |            |  |  |        |        |

## Resultate

### Erste Runde
|                     | Ergebnis |                  |
| ------------------- | -------- | ---------------- |
| Residentie Den Haag | 7:9      | CP Tordera       |
| RC de Lichtstadt    | 10:50    | RS Gujan-Mestras |
| HC Amatori Vercelli | 10:30    | RSC Darmstadt    |
| AFP Giovinazzo      | 6:2      | CP Cibeles       |

### Viertelfinale
|                               | Gesamt |                     | Hinspiel | Rückspiel |
| ----------------------------- | ------ | ------------------- | -------- | --------- |
| AFP Giovinazzo                | 8:2    | SC Thunerstern      | 5:0      | 3:2       |
| Belenenses Lissabon           | 4:8    | HC Amatori Vercelli | 4:1      | 0:7       |
| Associação Juventude de Viana | 7:6    | RC de Lichtstadt    | 6:2      | 1:4       |
| US Coutras                    | 07:10  | CP Tordera          | 3:2      | 4:8       |

### Halbfinale
|                | Gesamt |                               | Hinspiel | Rückspiel |
| -------------- | ------ | ----------------------------- | -------- | --------- |
| CP Tordera     | 08:12  | HC Amatori Vercelli           | 7:2      | 01:10     |
| AFP Giovinazzo | 11:80  | Associação Juventude de Viana | 9:1      | 2:7       |

### Finale
|                     | Gesamt |                | Hinspiel | Rückspiel |
| ------------------- | ------ | -------------- | -------- | --------- |
| HC Amatori Vercelli | 13:6   | AFP Giovinazzo | 6:4      | 7:2       |